# Store Rejde
Store Rejde (dansk) eller Groß Rheide (tysk) er en landsby og kommune beliggende ved Rejde Å (en biflod til Trenen) sydvest for Slesvig by i Sydslesvig. Administrativt hører kommunen under Slesvig-Flensborg kreds i den tyske delstat Slesvig-Holsten. Kommunen samarbejder på administrativt plan med andre kommuner i omegnen i Krop-Stabelholm kommunefællesskab (Amt Kropp-Stapelholm). I kirkelig henseende hører Lille Rejde under Krop Sogn. Sognet lå i Krop Herred, da Slesvig var dansk indtil 1864.
Lille Rejde er første gang nævnt 1337 (Dipl. dan 2,12,12). Stednavnet henføres til Rejde Å. Der er dog usikkerhed om navnets betydning. Måske er navnet afledt af germ. raiþ (oldnordisk rāsa≈løbe, strømme, rinde) 
Cirka 3 km øst for Store Rejde ligger søsterbyen Lille Rejde. Området er landbrugspræget.